# Сичін дуб
Сичін дуб росте в Мар'їнському районі Донецької області, с. Мемрик, Михайлівська сільрада, Червоноармійське лісництво Красноармійського лісгоспу в 50 м на південь від околиці села, в лісі, біля дороги. Обхват 5 м, висота 25 м, вік близько 500 років. З деревом пов'язано багато місцевих легенд.